# US Open 2024 - Doppio ragazzi
Il doppio ragazzi del torneo di tennis professionistico US Open 2024, facente parte della categoria Grande Slam nell'ambito dell'ITF Junior Circuit, si è giocato dal 1° al 7 settembre 2024 allo USTA Billie Jean King National Tennis Center, a New York negli Stati Uniti.
Max Dahlin e Oliver Ojakäär erano i campioni in carica, ma non hanno preso parte a questo torneo perché non più eleggibili per superamento limite età.
Maxim Mrva e Rei Sakamoto hanno sconfitto in finale Denis Peták e Flynn Thomas con il punteggio di 7-5, 7-6(1).

## Teste di serie
1. Maxim Mrva /  Rei Sakamoto
2. Hayden Jones /  Jagger Leach (primo turno)
3. Henry Bernet /  Nicolai Budkov Kjær (semifinale)
4. Thomas Faurel /  Luca Preda (semifinale)

1. Petr Brunclík /  Théo Papamalamis (secondo turno)
2. Kim Jang-jun /  Marko Maksimović (primo turno)
3. Alexander Razeghi /  Max Schönhaus (quarti di finale)
4. Maxwell Exsted /  Cooper Woestendick (primo turno)

## Tabellone

### Legenda
| - Q = Qualificato - WC = Wild card - LL = Lucky loser | - ALT = Alternate - SE = Special Exempt - PR = Protected Ranking | - w/o = Walkover - r = Ritirato - d = Squalificato |

### Parte bassa
|  | Primo turno | Primo turno                                 | Primo turno                       | Primo turno | Primo turno |  |  | Secondo turno | Secondo turno                  | Secondo turno         | Secondo turno           | Secondo turno           |   |      | Quarti di finale | Quarti di finale      | Quarti di finale | Quarti di finale | Quarti di finale |                  |                  | Semifinale | Semifinale | Semifinale | Semifinale | Semifinale |  |
|  |             |                                             |                                   |             |             |  |  |               |                                |                       |                         |                         |   |      |                  |                       |                  |                  |                  |                  |                  |            |            |            |            |            |  |
|  | 7           | Alexander Razeghi Max Schönhaus             | Alexander Razeghi Max Schönhaus   | 6           | 6           |  |  |               |                                |                       |                         |                         |   |      |                  |                       |                  |                  |                  |                  |                  |            |            |            |            |            |  |
|  |             | Miguel Tobón Máximo Zeitune                 | Miguel Tobón Máximo Zeitune       | 3           | 2           |  |  | 7             | A Razeghi M Schönhaus          | A Razeghi M Schönhaus | 6                       | 6                       |   |      |                  |                       |                  |                  |                  |                  |                  |            |            |            |            |            |  |
|  |             | Ian Mayew Kase Schinnerer                   | 4                                 | 6           | [10]        |  |  |               | I Mayew K Schinnerer           | I Mayew K Schinnerer  | 3                       | 2                       |   |      |                  |                       |                  |                  |                  |                  |                  |            |            |            |            |            |  |
|  |             | Oliver Bonding Charlie Robertson            | 6                                 | 4           | [8]         |  |  |               |                                |                       |                         |                         |   |      | 7                | A Razeghi M Schönhaus | 6                | 5                | [5]              |                  |                  |            |            |            |            |            |  |
|  |             | Alessandro Battiston Bryan Hernández Cortés | 6                                 | 3           | [10]        |  |  |               |                                | 4                     | T Faurel L Preda        | 1                       | 7 | [10] |                  |                       |                  |                  |                  |                  |                  |            |            |            |            |            |  |
|  |             | Jan Klimas Mika Petkovic                    | 3                                 | 6           | [5]         |  |  |               | A Battiston B Hernández Cortés | 6                     | 4                       | [6]                     |   |      |                  |                       |                  |                  |                  |                  |                  |            |            |            |            |            |  |
|  | WC          | Krish Arora Matthew Forbes                  | Krish Arora Matthew Forbes        | 5           | 4           |  |  | 4             | T Faurel L Preda               | 3                     | 6                       | [10]                    |   |      |                  |                       |                  |                  |                  |                  |                  |            |            |            |            |            |  |
|  | 4           | Thomas Faurel Luca Preda                    | Thomas Faurel Luca Preda          | 7           | 6           |  |  |               |                                |                       |                         |                         |   |      | 4                | T Faurel L Preda      | T Faurel L Preda | T Faurel L Preda | T Faurel L Preda |                  |                  |            |            |            |            |            |  |
|  | 8           | Maxwell Exsted Cooper Woestendick           | Maxwell Exsted Cooper Woestendick | 64          | 1           |  |  |               |                                |                       |                         |                         |   |      |                  |                       |                  | D Peták F Thomas | D Peták F Thomas | D Peták F Thomas | D Peták F Thomas |            |            |            |            |            |  |
|  |             | Denis Peták Flynn Thomas                    | Denis Peták Flynn Thomas          | 7           | 6           |  |  |               | D Peták F Thomas               | 5                     | 7                       | [12]                    |   |      |                  |                       |                  |                  |                  |                  |                  |            |            |            |            |            |  |
|  |             | Timofei Derepasko Amir Omarkhanov           | 6                                 | 3           | [10]        |  |  |               | T Derepasko A Omarkhanov       | 7                     | 5                       | [10]                    |   |      |                  |                       |                  |                  |                  |                  |                  |            |            |            |            |            |  |
|  |             | Atakan Karahan Roh Ho-young                 | 3                                 | 6           | [8]         |  |  |               |                                |                       |                         |                         |   |      |                  | D Peták F Thomas      | D Peták F Thomas | 6                | 6                |                  |                  |            |            |            |            |            |  |
|  | WC          | Yannik Álvarez Ryan Cozad                   | Yannik Álvarez Ryan Cozad         | 4           | 1           |  |  |               |                                |                       | V Frydrych M Röttgering | V Frydrych M Röttgering | 4 | 4    |                  |                       |                  |                  |                  |                  |                  |            |            |            |            |            |  |
|  |             | Viktor Frydrych Mees Röttgering             | Viktor Frydrych Mees Röttgering   | 6           | 6           |  |  |               | V Frydrych M Röttgering        | 7                     | 4                       | [10]                    |   |      |                  |                       |                  |                  |                  |                  |                  |            |            |            |            |            |  |
|  |             | Lorenzo Angelini Lorenzo Beraldo            | Lorenzo Angelini Lorenzo Beraldo  | 7           | 7           |  |  |               | L Angelini L Beraldo           | 63                    | 6                       | [6]                     |   |      |                  |                       |                  |                  |                  |                  |                  |            |            |            |            |            |  |
|  | 2           | Hayden Jones Jagger Leach                   | Hayden Jones Jagger Leach         | 65          | 62          |  |  |               |                                |                       |                         |                         |   |      |                  |                       |                  |                  |                  |                  |                  |            |            |            |            |            |  |